# 팟시 루스 밀러

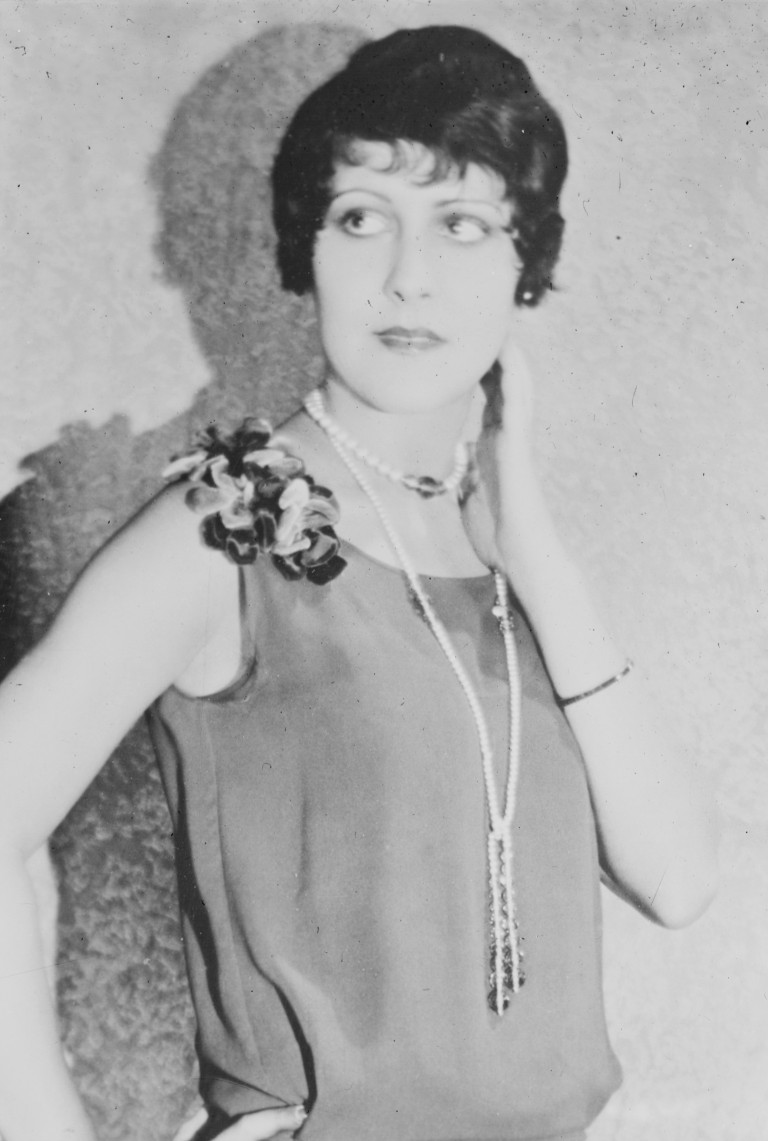

팟시 루스 밀러(Patsy Ruth Miller, 1904년 1월 17일 ~ 1995년 7월 16일)는 미국의 배우, 영화배우이다.
세인트루이스에서 태어났으며 팜데저트에서 사망하였다. 사인은 심근 경색이다.

## 영화
- 쇼 오브 쇼 (1929년)
- 여기는 파리 (1926년) - 수자나 지로 역
- 노틀담의 꼽추 (1923년)